# Boulder City
Pour les articles homonymes, voir Boulder (homonymie).
Boulder City est une ville des États-Unis située dans le comté de Clark, dans l'État du Nevada. La ville est située à environ 32 km de Las Vegas. Sa population selon le recensement de 2010 était de 15 023 habitants.
C'est l'une des deux seules villes du Nevada où les jeux d'argent sont prohibés avec Panaca.
Boulder City possède un aéroport municipal (Boulder City Municipal Airport, code AITA : BLD).

## Géographie
D'après le bureau du recensement des États-Unis, la ville s'étend sur 525 km2 dont 0,01 % d'eau. Ceci fait donc de Boulder City la ville la plus grande du Nevada en superficie et la 39e du pays, cependant la densité de population n'est que de 30 habitants par km2.
Boulder City maintient une politique stricte en matière d'expansion limitée à 120 permis de construire par an. Les hôtels ne peuvent pas excéder 35 chambres.

## Politique et administration
La ville est administrée par un système à gérance municipale qui comprend un conseil de cinq membres, dont le maire, élus pour un mandat de quatre ans, ainsi qu'un gérant municipal. Joseph Hardy (républicain) est maire depuis le 1er décembre 2022.

## Culture
La ville est présente dans le jeu de rôle post-apocalyptique, Fallout: New Vegas dans lequel elle est partiellement détruite par deux armées fictives appelées la NCR (New California Republic) et la Légion de César. Ainsi que dans le jeu de rôle Tales from the Loop qui est une version de la réalité modifiée de la ville dans les années 1980.
Boulder City est citée dans le film La La Land de Damien Chazelle. C'est la ville natale de Mia (personnage incarné par Emma Stone). Deux courtes scènes du film y tiennent place.

## L'influence du barrage Hoover

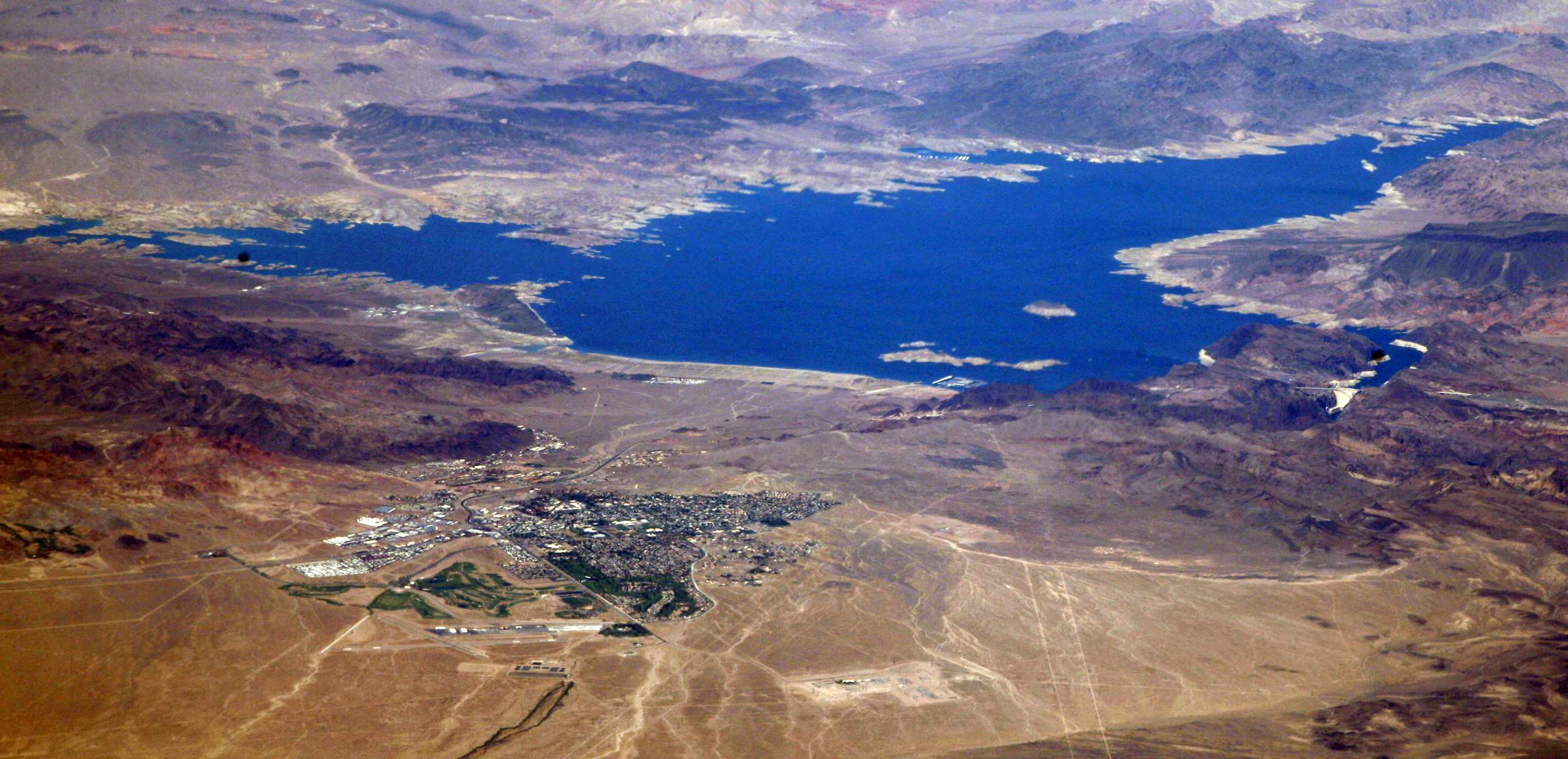
Boulder City et le Lac Mead, au centre droit le Hoover Dam (Doc Searles, 2010).

La proximité du barrage Hoover se ressent dans l'économie du quartier historique du centre-ville. On y trouve notamment l'hôtel du barrage de Boulder, nommé d'après l'ancien nom du barrage et le Boulder City/Hoover Dam Museum. La chambre de commerce de Boulder City a utilisé le slogan « Best City By A Dam Site » (Meilleure ville d'un site de barrage) pour la promotion du festival annuel de court métrage The Dam Short Film Festival.

## Points d'intérêts
- Barrage Hoover
- Lac Mead
- Red Rock Canyon

## Personnalité liée à la ville
Anton Krupicka, ultra-traileur et alpiniste.